# グランド・ラウンド
グランド・ラウンド（英称：Ground Round）は、アメリカにあるレストラン・チェーン。

## 歴史
1969年にハワード・ジョンソンによって設立された。2010年現在、このチェーンは30のフランチャイズ・オーナーの集合体である Independent Owners Cooperative, LLCが保有・運営されている。
グランド・ラウンドは、1970年代から90年代にアメリカ東海岸で良く知られたレストランだった。レストランは子供の誕生会が行われたり、店内ではサイレンと映画が上映され、ポップコーンが無料というサービスで若者の心をつかんだ。
その後、出店を大学の周辺に絞り、大学生の人気を獲得、店によっては毎週水曜日にバッファロー・ウィング食べ放題など魅力的なイベントを行い、学生たちが集まるレストランとして町に定着していった。
2004年2月、経営母体が破産し、同時に約半数の59店が廃業に追い込まれた。その後、メイン州の個人オーナー達を中心に残りのオーナー達がIndependent Owners Cooperative, LLCを組織し現在に至る。
現在は、オープン当初のイメージが薄れたが、オールターゲットのレストランとして店舗を維持している。